# Ribeirão Pires
Ribeirão Pires é um município do estado de São Paulo, na Região Metropolitana de São Paulo, integrando um grupo de municípios conhecidos como Região do Grande ABC, na Zona Sudeste da Grande São Paulo, em conformidade com a Lei Estadual nº 1.139, de 16 de junho de 2011 e, consequentemente, com o Plano de Desenvolvimento Urbano Integrado da Região Metropolitana de São Paulo (PDUI). A população estimada em 2021 era de 125.238 habitantes e a área é de 99 km², o que resulta numa densidade demográfica de 1262,80 hab./km². O município é formado pela sede e pelos distritos de Jardim Santa Luzia e Ouro Fino Paulista.

## Estância turística
Ribeirão Pires é um município turístico desde 1998. Sua luta para se tornar estância turística tem origem em 1959, quando a cidade se consolida como destino de veraneio de santistas e paulistanos. Em 1985, após vários investimentos e criação de pontos turísticos, tornou-se Município de Interesse Turístico (MIT), até que, em dezembro de 1998, alcança o sonhado título de Estância Turística. Rica em atrativos culturais, recursos hídricos e paisagens naturais, a cidade é hoje a única da Região Metropolitana de São Paulo a ostentar esse título e está entre os 29 municípios paulistas considerados Estâncias Turísticas pelo Estado de São Paulo, por cumprirem determinados pré-requisitos definidos por Lei Estadual. Tal status garante uma verba maior por parte do Estado para a promoção do turismo regional. Também, o município adquire o direito de agregar junto ao seu nome o título de Estância Turística, termo pelo qual passa a ser designado tanto pelo expediente municipal oficial quanto pelas referências estaduais.

## Topônimo

### Toponímia antiga
No século XVI, a área de Ribeirão Pires estava situada em uma extensa comunidade tupi chamada Geribatiba, que significa "lugar de muitas palmeiras". A região atual de Ribeirão Pires servia apenas como local de passagem, tanto para os tupis quanto para os portugueses que chegaram em 1532. O centro dessa comunidade estava perto do Rio Pinheiros, onde hoje é o Aeroporto de Congonhas.
No século XVII, a região passou a se chamar Caguaçu, que em guarani significa "Floresta Grande". A ocupação era esparsa e essencialmente rural, sem sinais de urbanização significativa. A Capela de Nossa Senhora do Pilar, preservada até hoje, é um dos poucos testemunhos dessa época e está ligada à epopeia dos bandeirantes no Ciclo do Ouro.

### Toponímia atual
O nome Ribeirão Pires vem da compra de terras chamadas Sítio do Ribeirão Pires no século XIX. Nenhum dos donos tinha o sobrenome Pires, e a origem do nome ainda é incerta. Historiadores tentaram ligá-lo a figuras como Salvador Pires e Antônio Pires de Ávila, mas essas teorias são controversas e sem provas.

## História
Tornou-se município em 30 de dezembro de 1953, quando foi desmembrada de Santo André. Sua data oficial de emancipação político administrativa foi instituída em 1º de janeiro de 1954 pela Lei Municipal 2.463/1983, sendo comemorado o seu aniversário no dia 19 de março, em homenagem a São José, Padroeiro da Cidade.

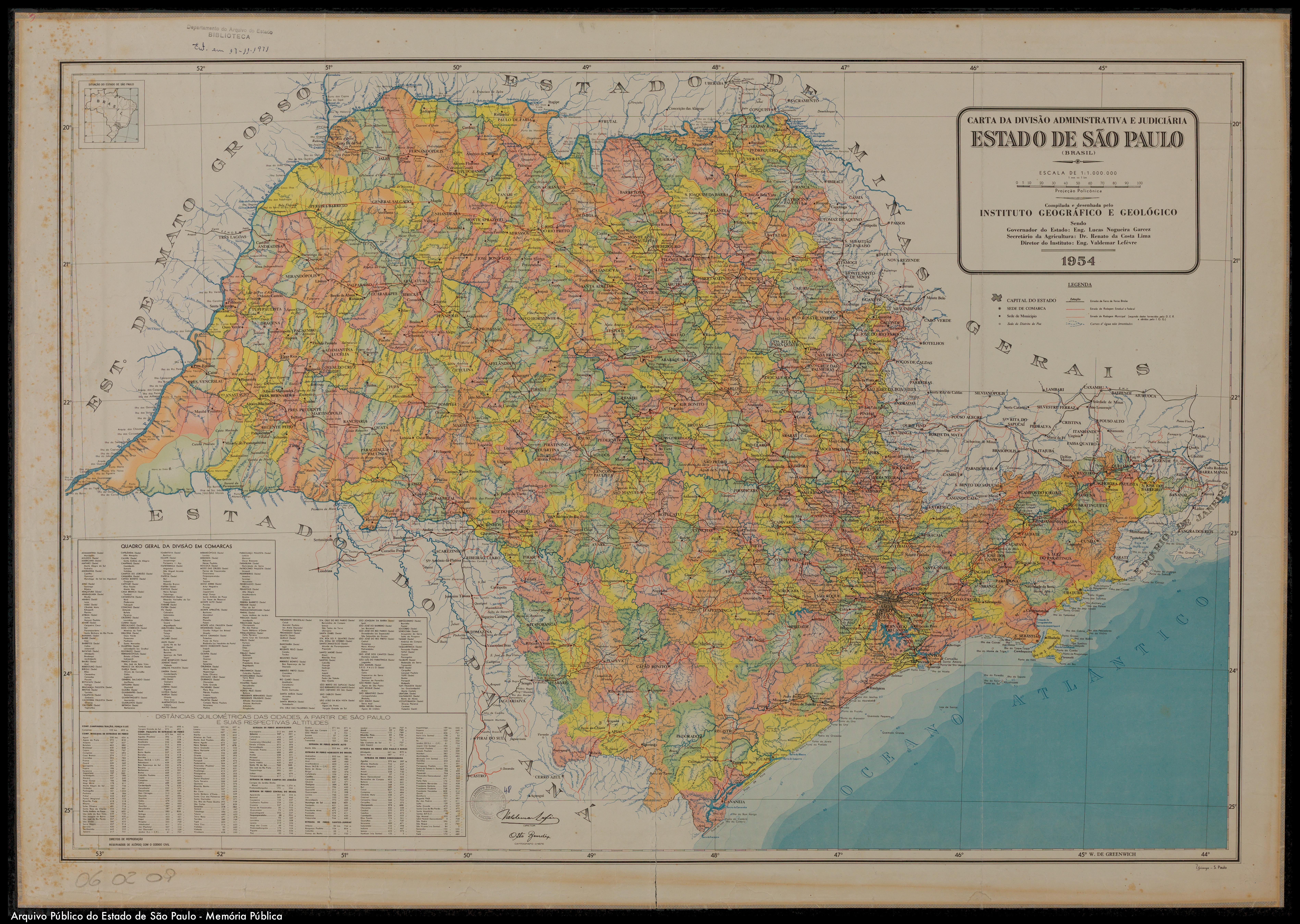
Estado de São Paulo (1953).

## Geografia

### Municípios limítrofes
Seus municípios limítrofes são Suzano (a nordeste), Rio Grande da Serra (a sudeste e sul), Santo André (a sudoeste) e Mauá (a noroeste).

### Hidrografia
O município é cortado pelo Ribeirão Grande, que nasce no Pilar Velho e desce, em vazante, pela atual Av. Prefeito Valdírio Prisco até fazer barra na Represa Billings. Além disso, a cidade possui uma grande quantidade de nascentes, que sustentam o comércio de água, uma das grandes atividades econômicas do município. A cidade é banhada pelos rios Guaió e Taiaçupeba e pela Represa Billings, além dos dois ribeirões citados.

#### Diferença entre o "Ribeirão Pires" e o "Ribeirão Grande"
O uso do termo "Rio Ribeirão Pires" para se referir ao Ribeirão Grande parece ter se consolidado por influência política e do costume popular. A expressão, que surge pela primeira vez em 1957, é historicamente incorreta e tecnicamente inadequada, já que combina "rio" e "ribeirão", dois corpos d'água completamente diferentes tanto em volume fluvial como em extensão. 
Fontes históricas, como os mapas do final do século XIX preservados no Arquivo Público e no Museu da Imigração de São Paulo, indicam que o Ribeirão Grande tem nascente no bairro do Pilar Velho. Já o Ribeirão Pires aparece na planta do Sítio do Ribeirão Pires (1898) e é identificado como um curso d'água que banha o noroeste da cidade, atrás do Morro Santo Antônio, em paralelo ao traçado da atual Avenida Rotary.
A existência do Ribeirão Grande também é registrada no relatório de obras da São Paulo Railway de 1867, que menciona o revestimento em pedra dos taludes da ponte férrea sobre o referido córrego. Essa ponte, preservada até hoje, localiza-se próxima à Rua Capitão José Gallo, confirmando a identificação correta desse curso d'água com o nome Ribeirão Grande.
| Ribeirão Pires | Ribeirão Grande |
| --- | --- |
| Ribeirão Pires (aquífero), visto a partir da Avenida Rotary. | Foto do Ribeirão Grande (2004), banhando o Centro de Ribeirão Pires. |
| Ribeirão Pires: é um pequeno aquífero, porém é o que dá nome à cidade. Banha a região noroeste, com nascente próxima à divisa com Mauá, compreendendo a região das vilas Bocaina, Sueli e Belmiro. Corre em paralelo à Avenida Rotary e em transversal ao Rodoanel Governador Mario Covas Junior, passando por trás do Morro Santo Antônio e desaguando no Ribeirão Grande. | Ribeirão Grande (antigo Iguaçu): é o maior e mais visível aquífero da cidade (por esta razão é confundido com o Ribeirão Pires). O Ribeirão Grande corta vários bairros, incluindo toda a região central (trecho canalizado) e a Avenida Pref. Valdírio Prisco (antiga Brasil). Tem nascente no Pilar Velho. |
| Nascente: Bocaina (Parque Aliança) | Nascente: Pilar Velho |
| Foz: Ribeirão Grande (pela margem direita) | Foz: Represa Billings (Braço Rio Grande/Jurubatuba) |

### Clima
Ribeirão Pires situa-se a uma altitude média de 800 metros. O clima do município, como em toda a Região Metropolitana de São Paulo, é o subtropical. Verão pouco quente e chuvoso, e inverno ameno e de poucas chuvas, embora a umidade do oceano muitas vezes forma a típica neblina nas tardes de inverno, deixando o ar úmido e provocando garoa. A média de temperatura anual gira em torno dos 18°C, sendo o mês mais frio julho (Média de 15°C) e o mais quente fevereiro (Média de 22°C). O índice pluviométrico anual fica em torno de 1.400mm.

## Demografia

### População
| Crescimento populacional                             | Crescimento populacional | Crescimento populacional | Crescimento populacional |
| Ano                                                  | População Total          |                          | %±                       |
| ---------------------------------------------------- | ------------------------ | ------------------------ | ------------------------ |
| 1958                                                 | 19 744                   |                          | —                        |
| 1960                                                 | 21 205                   |                          | 7,4%                     |
| 1970                                                 | 29 048                   |                          | 37,0%                    |
| 1980                                                 | 56 530                   |                          | 94,6%                    |
| 1991                                                 | 85 085                   |                          | 50,5%                    |
| 2000                                                 | 104 508                  |                          | 22,8%                    |
| 2010                                                 | 113 068                  |                          | 8,2%                     |
| 2022                                                 | 115 559                  |                          | 2,2%                     |
| Est. 2024                                            | 118 877                  | [ 16 ]                   | 2,9%                     |
| Fontes: Censos Demográficos IBGE e Estimativas SEADE |                          |                          |                          |

### Dados demográficos
| Censo 2000            |          | Censo 2022            |           |
| --------------------- | -------- | --------------------- | --------- |
| População total       | 104.508  | População total       | 115.559   |
| Área territorial      | 107Km2   | Área territorial      | 98,972Km2 |
| Densidade demográfica | 1.053,51 | Densidade demográfica | 1.167,59  |
| Mortalidade infantil  | 18,38    | Mortalidade infantil  | 8,72      |
| Expectativa de vida   | 69,93    | Expectativa de vida   |           |
| Taxa de fecundidade   | 2,00     | Taxa de fecundidade   |           |
| Taxa de alfabetização | 94,55%   | Taxa de alfabetização | 97,4%     |
| IDH-M                 |          |                       | 0,784     |
| IDH-M Renda           | 0,757    | IDH-M Renda           |           |
| IDM-M Longevidade     | 0,749    | IDM-M Longevidade     |           |
| IDM-M Educação        | 0,915    | IDM-M Educação        |           |

## Política e administração
Instalada em 1º de janeiro de 1954, a cidade de Ribeirão Pires realizou a primeira eleição municipal em 3 de outubro do mesmo ano. Concorreram ao cargo Arthur Gonçalves de Souza Júnior (então vereador em Santo André) e Euclides Menato. Venceu o primeiro, com margem pequena de vantagem. Na época, o eleitor podia votar separadamente no prefeito e no vice-prefeito. Para este cargo, venceu Lucas Ângelo Arnoni. No dia 1º de janeiro de 1955, a cidade passou a ser efetivamente governada de forma autônoma.

### Cidades-irmãs
As cidades-irmãs de Ribeirão Pires estão regulamentadas por lei, conforme relação abaixo.
- Hissarayashi, Japão:[21] Lei Municipal nº 4.130, de 15 de dezembro de 1997
- Ikaruga, Japão:[22] Lei Municipal n.º 6.277, de 06 de agosto de 2018
- Chechelnyk, Ucrânia:[23] Lei Municipal n.º 6.906, de 26 de outubro de 2023

## Infraestrutura

### Mobilidade

#### Transporte coletivo
Como quase todas as cidades que fazem parte da Região Metropolitana de São Paulo, o município tem seus limites conturbados (formam uma área urbana contínua), o que faz com que a maioria de seus habitantes trabalhe em cidades vizinhas, especialmente as do ABC Paulista. Esta característica fez com que o município desenvolvesse um sistema de transportes coletivos diferenciado, com picos de utilização na parte da noite e do começo do dia, que indiretamente incorpora inclusive as redes (intermunicipais) de trens da CPTM e de ônibus da EMTU.
Sendo assim, podemos dizer que o sistema de transporte coletivo de Ribeirão Pires é formado por:
- Ônibus Municipais (operados por uma empresa particular - Suzantur Ribeirão Pires) e com pontos centralizados no Terminal Rodoviário de Ribeirão Pires (TERRP). Esta centralização levou à implantação do sistema de integração no qual os usuários podem trocar de ônibus para seguir viagem. O TEERP também recebe ônibus intermunicipais e interestaduais que servem algumas regiões de São Paulo como os Litorais Norte e Sul e o Vale do Paraíba.
- Ônibus Intermunicipais (operados por uma empresa particular - Next Mobilidade) - Gerenciadas pela Empresa Metropolitana de Transportes Urbanos (EMTU), órgão do governo do estado de São Paulo e que ligam Ribeirão Pires a diversos municípios da Grande São Paulo e a várias regiões da capital paulista.

O TEERP também recebe ônibus interestaduais que servem algumas regiões de São Paulo como os Litorais Norte e Sul e o Vale do Paraíba

#### Rodovias
- SP-31 - Rodovia Índio Tibiriçá
- SP-43 - Estrada de Taiaçupeba/ Estrada da Quinta Divisão
- SP-122 - Rodovia Dep. Antonio Adib Chammas
- Rodoanel Mário Covas (A rodovia atravessa Ribeirão Pires, porém, sem acesso direto ao município)

#### Transporte ferroviário

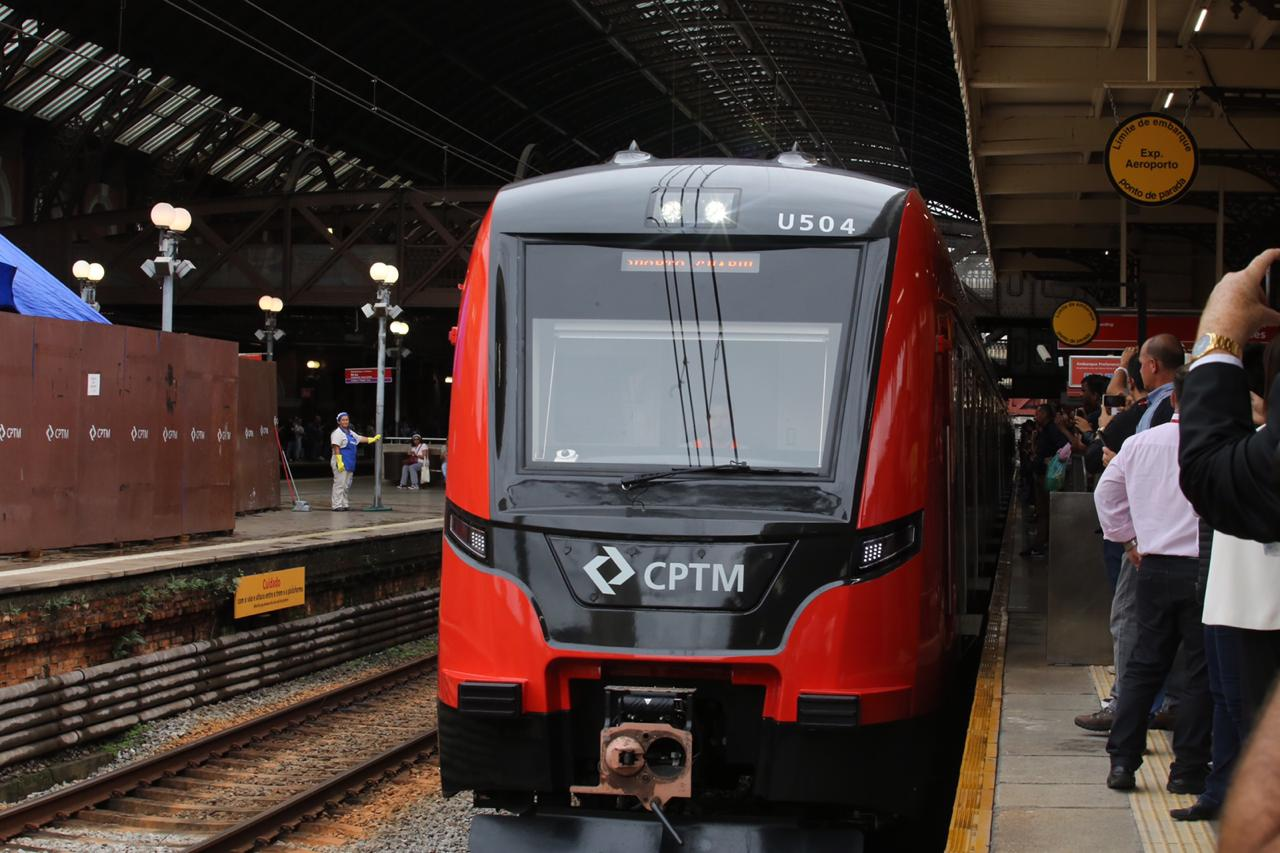
Trem da série 2500 da CPTM

O município é atendido por trens da Companhia Paulista de Trens Metropolitanos (CPTM) que servem à Linha 10-Turquesa na Estação Ribeirão Pires - Antônio Bespalec, em que há integrações gratuitas com as seguintes linhas, todas na Estação Brás:
- 7-Rubi (Brás - Francisco Morato - Jundiaí) - a integração direta só é possível quando esta Linha realiza o percurso até a Estação Brás durante a semana. Aos sábados e domingos, a linha finaliza o percurso na Estação Luz;
- 11-Coral (Luz - Estudantes);
- 12-Safira (Brás - Calmon Viana);
- 13-Jade–Expresso Aeroporto (Palmeiras Barra-Funda - Aeroporto Internacional Gov.André Franco Montoro).

Ainda há possibilidade de integrações gratuitas com as seguintes linhas do Metrô de São Paulo:
- 2-Verde (Vila Madalena - Vila Prudente), na Estação Tamanduateí;
- 3-Vermelha (Corinthians-Itaquera - Palmeiras Barra Funda), na Estação Brás.

Na Estação Prefeito Celso Daniel - Santo André é possível fazer a integração (tarifada) com o Corredor Metropolitano de trólebus São Mateus-Jabaquara da Next Mobilidade, com destino a Diadema, Ferrazópolis (São Bernardo do Campo) ou São Mateus (distrito de São Paulo).

### Saúde
A Rede pública de sáude é composta pelas UBS - Unidades Básicas de Saúde, USF - Unidades de Saúde da Família, a UPA Santa Luzia - Unidade de Pronto Atendimento 24 horas que atende os casos de emergência como pronto atendimento e algumas especialidades médicas e o Hospital e Maternidade São Lucas que é mantido pela prefeitura, recebe os casos de internação e mantém suas atividades como maternidade. Quanto à rede particular de atendimento médico, além de várias clínicas, há o Hospital e Maternidade Ribeirão Pires, com diversas especialidades realiza exames complexos, com clínicas de especialidades, maternidade e pronto socorro.

#### Hospital Municipal Santa Luzia
Em 20 de setembro de 2024, foi inaugurado o Hospital Municipal Santa Luzia. Segundo o jornal Diário do Grande ABC, "a obra ficou parada por 16 anos. As intervenções, iniciadas em 2008, foram retomadas em 2021, depois de uma paralisação que durou oito anos. A abertura colocará fim a uma longa espera e ocorre dez anos depois do prazo original, já que a previsão de finalização das obras no começo dos trabalhos era para 2014." O atendimento ao público foi iniciado em 23 de setembro do mesmo ano.

### Comunicações

#### Telefonia
O sistema de telefones automáticos foi inaugurado na cidade em 1958 pela Companhia Telefônica da Borda do Campo (CTBC), empresa subsidiária da Telecomunicações de São Paulo (TELESP) a partir de 1973, que também implantou o sistema de discagem direta à distância (DDD) em 1973 com o código de área (011).

#### Imprensa
Ribeirão Pires possui vários jornais que circulam localmente com notícias do município e, eventualmente, de Mauá e Rio Grande da Serra. Os principais veículos, em ordem cronológica de fundação, são:

## Cultura e lazer

### Principais festas
- Festa de Santo Antônio
- Festa de Nossa Senhora do Pilar.
- Festival do Chocolate
- Festival do Cambuci
- Festa de Corpus Christi
- Entoada Nordestina

### Patrimônio cultural
Ribeirão Pires possui um importante acervo arquitetônico, do qual três são reconhecidos como patrimônio cultural do Estado de São Paulo, pelo Condephaat, e quatro (considerando o tombamento ex-officio da Capela do Pilar), como patrimônio cultural do município.

### Esportes

#### Ribeirão Pires Futebol Clube (RPFC)

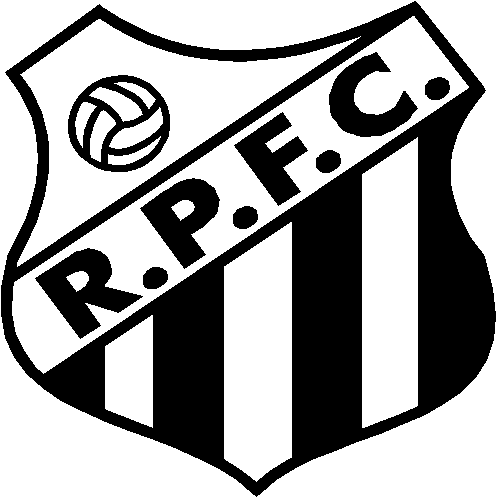
Escudo oficial do Ribeirão Pires Futebol Clube, fundado em 1911

O Ribeirão Pires Futebol Clube foi fundado com uma diretoria composta por sete membros, incluindo o presidente José Laurito. As despesas iniciais do clube incluíam uma bola de futebol, caibros para as traves e 14 garrafas de cerveja. O primeiro uniforme do time era uma camisa branca com uma faixa preta, calções e gorros brancos.
O clube cresceu ao longo dos anos, com a construção de sua primeira sede social própria em 1940 e a compra de uma área de 30 mil metros quadrados para a construção da praça de esportes em 1947. Na década de 50, foi iniciada a construção do Estádio Felício Laurito, inaugurado em 1956. A partir de 1960, várias outras obras foram iniciadas, incluindo a primeira piscina e a futura sede social. O RPFC é hoje o mais antigo clube em atividade no ABC.

#### Clube Atlético Desportivo Ribeirão Pires

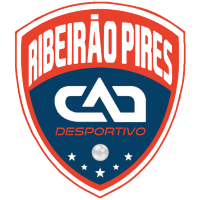
Escudo oficial da equipe profissional Ribeirãopirense

Em 5 de Fevereiro de 2020, o Clube Atlético Desportivo Ribeirão Pires anunciou a mudança de sua sede, agora em Ribeirão Pires,  o clube recebeu a concessão do então chamado 'Centro Esportivo Vereador Valentino Redivo', a matéria foi encaminhada a câmara pelo próprio prefeito Guto Volpi e aprovada de forma unanime com apenas uma abstenção. O clube comemorou e anunciou o inicio das atividades para o ano de 2024 e alguns dos primeiros patrocinadores confirmados.
Os contratempos em meio a pandemia de Covid-19 adiaram e impediram as peneiras do clube e causaram o cancelamento do já planejado campeonato paulista das categorias de base em 2020, por parte da Federação Paulista de Futebol . Arregaçando as mangas na ocasião, o clube se ocupou em participar de ações junto a cidade, foram arrecadações para os moradores que se encontravam em condições de necessidades .
O 'CADRP' tem como meta participar do desenvolvimento e evolução da cidade em setores como o turismo e lazer, gerando empregos para a população local além do entretenimento dos munícipes. O Clube já investiu R$ 1 Milhão de reais na adequação do novo Estádio de Ribeirão Pires, com a construção de arquibancadas, banheiros, rampas e todo o necessário que um estádio necessita para sediar jogos oficiais

## Religião
O Cristianismo se faz presente na cidade da seguinte forma:

### Igreja Católica
- A igreja faz parte da Diocese de Santo André.[32]

A maior parte da população de Ribeirão Pires se declara católica, de acordo com o Censo 2010 IBGE. A paróquia de São José, erigida em 1911, conhecida como Igreja da Matriz, situada no centro da cidade é a principal igreja do município, que conta também com outras paróquias, como a Paróquia de Sant'Anna, que coordena outras capelas, Capela Sagrado Coração de Jesus (uma das mais novas e maiores capelas da cidade), Capela São Francisco de Assis, Capela Santa Rita de Cássia e Capela São Judas Tadeu (capela particular da fábrica de móveis Bartira). Entre outras paróquias em destaque com festividades temos a Igreja de Santo Antônio e a Igreja do Pilar, onde todos os anos se realiza a mais importante festa oficial do município, a festa do Pilar.

### Igrejas Evangélicas
Entre as igrejas protestantes históricas, pentecostais e neopentecostais, encontram-se na cidade:
- Assembleia de Deus Ministério do Belém.[35][36]
- Congregação Cristã no Brasil.[37]
- Igreja Anglicana no Brasil.

### Outras religiões
O município conta também com adeptos de muitas outras religiões como a umbanda, candomblé, espiritismo, e a Igreja de Jesus Cristo dos Santos dos Últimos Dias (Mórmon). Além das Testemunhas de Jeová, das quais a cidade é sede de grandes encontros religiosos, pois construíram o primeiro Salão de Assembleias do Brasil na década de 70, no bairro da Vila Nova Suíça.